# Christl-Marie Schultes
Christl-Marie Schultes (* 6. November 1904 in Geigant bei Waldmünchen; † 9. März 1976 in Schwabing, München) war Bayerns erste Fliegerin.

## Geschichte
Christl-Marie Schultes wuchs in Oberenzenau bei Bad Heilbrunn auf. Unter dem Vorwand, einen Kochkurs zu besuchen, reiste sie nach Berlin, um Flugstunden zu absolvieren. 1928 wurde sie die erste bayerische Fliegerin und kaufte 1929 ihr erstes Flugzeug, die „Bad Tölz“. 1930 stürzte sie damit im Fichtelgebirge ab. Im Mai 1931 verlor sie beim Absturz zu Beginn eines geplanten Weltfluges bei Passau ihr linkes Bein. 1933 gründete sie in Berlin die „Deutsche Flugillustrierte“. Ab 1934 geriet Christl-Marie Schultes durch ihre Gesinnung in den Fokus der NSDAP. Sie wurde von den „Nazis“ enteignet, weil sie zu ihrem jüdischen Verlobten hielt. 1934 emigrierte sie in die Schweiz, ab 1936 hielt sie sich in Spanien, Portugal und Frankreich auf. Dort wurde sie wegen ihres Engagements für Verfolgte 1941 interniert und ins Konzentrationslager Ravensbrück deportiert. Der überraschenden Freilassung folgte 1944 die erneute Festnahme, diesmal wegen „wehrkraftzersetzender Äußerungen“. Einer Hinrichtung in Stadelheim entging sie nur durch den Einmarsch der Amerikaner am 1. Mai 1945. Nach dem Krieg engagierte sie sich weiterhin humanitär.

## Ehrungen
Nach ihr ist der Christl-Marie-Schultes-Weg, ein Geh- und Radweg unter dem Nordring der Bahn zwischen Wilhelmine-Reichard-Straße und der Straße Am Oberwiesenfeld im Münchner Stadtteil Milbertshofen-Am Hart benannt.